# Lalitpur City Football Club
Il Lalitpur City Football Club è una società calcistica con sede nella città di Patan, in Nepal. Milita nella Super League, la massima serie del campionato nepalese.

## Storia
Il club nasce nel marzo 2021 dopo la fondazione della Nepal Super League, il primo campionato di calcio in franchising in Nepal, sotto la supervisione della All Nepal Football Association (ANFA).
Il club ha disputato la prima partita il 24 aprile 2021 contro il Kathmandu Rayzrs.
Il club si è aggiudicado la Super  League nel 2023 battendo 3–2 nella finale al Dasarath Stadium il 30 dicembre.

## Palmarès
- Super League (Nepal): 2

2023-2024, 2025

## Organico

### Rosa
| N. |                      | Ruolo | Calciatore      |
| -- | -------------------- | ----- | --------------- |
|    | Martinica (bandiera) | P     | Jeffery Baltus  |
|    | Nepal (bandiera)     | P     | Samit Shrestha  |
|    | Nepal (bandiera)     | D     | Sanish Shrestha |
|    | Nepal (bandiera)     | D     | Ananta Tamang   |
|    | Nepal (bandiera)     | D     | Abishek Waiba   |
|    | Senegal (bandiera)   | D     | Papé Diakité    |
|    | Nepal (bandiera)     | C     | Yogesh Gurung   |
|    | Nepal (bandiera)     | C     | Mani Kumar Lama |

| N. |                      | Ruolo | Calciatore          |
| -- | -------------------- | ----- | ------------------- |
|    | Nepal (bandiera)     | C     | Nabin Lama          |
|    | Palestina (bandiera) | C     | Jonathan Cantillana |
|    | Nepal (bandiera)     | C     | Aditya Shakya       |
|    | Nepal (bandiera)     | C     | Santosh Khatri      |
|    | Nepal (bandiera)     | C     | Sudip Gurung        |
|    | Haiti (bandiera)     | A     | Kervens Belfort     |
|    | Bhutan (bandiera)    | A     | Chencho Gyeltshen   |
|    | Nigeria (bandiera)   | A     | Imoh Ezekiel        |